# Agarak (Aragatsotn)
Pour les articles homonymes, voir Agarak (homonymie).
Agarak (en arménien Ագարակ) est une communauté rurale du marz d'Aragatsotn, en Arménie. Elle compte 1 813 habitants en 2009.